# Ачишхо
Ачишхо̀ или Недежуи Кушх (на руски: Ачишхо, Недежуи-Кушх) е къс планински хребет в западната част на планината Голям Кавказ, разположен в най-южната част на Краснодарски край на Русия.
Издига се на около 10 km северозападно от сгт Красная Поляна. Максимална височина връх Ачишхо 2391 m. Изграден е от глинести шисти и туфогенни седименти. Има характерни древни ледникови форми (циркуси, остри гребени, малки планински езера). Годишното количеството на валежите е много голямо и достига до 3000 mm. От него водят началото си малки реки, явяващи се десни притоци на река Мзимта (влива се в Черно море при Сочи) и леви притоци на река Белая (ляв приток на Кубан). Покрит е с широколистни, предимно букови гори, а по северните склонове – елови гори и планински пасища.

## Топографски карти
- Топографска карта К-37-V М 1:200 000[2]